# Sandro Fuentes
Sandro Gustavo Fuentes Acurio (Cusco, 1956) es un abogado tributarista peruano. Fue ministro de Trabajo del Perú durante el gobierno de Alberto Fujimori.

## Biografía
Sandro Fuentes nació en el Cusco. Hizo sus estudios de Derecho en la Pontificia Universidad Católica del Perú, obteniendo el título de Abogado por dicha universidad.
Ha sido Profesor en la Universidad de Lima, en la Pontificia Universidad Católica del Perú y en la Universidad del Pacífico. 
Fue miembro del Directorio de la Comisión Nacional Supervisora de Empresas y Valores- CONASEV (1990- 1993)
De 1992 a 1994 fue Superintendente de la Superintendencia Nacional de Administración Tributaria. (1992 - 1994) 
Fue Director del Banco Central de Reserva del Perú hasta 1995.
En el segundo gobierno de Alberto Fujimori fue Ministro de Trabajo y Promoción Social (entre 1995 y 1996).
En 1996, fue uno de los rehenes de la toma de la residencia del embajador japonés por parte del MRTA.
Es socio del Estudio Rodrigo, Elías & Medrano (Abogados).

## Obras
- "La gestión en una administración tributaria con mayor autonomía"
- "¿Cómo formalizar a los informales?"
- "El contrato de consultoría"
- "Contratos típicos y modernidad"